# Caradrina buddenbrocki
Caradrina buddenbrocki là một loài bướm đêm trong họ Noctuidae.